# Altica vialis
Altica vialis är en skalbaggsart som beskrevs av Henry Clinton Fall 1920. Altica vialis ingår i släktet Altica och familjen bladbaggar. Inga underarter finns listade i Catalogue of Life.